# 윌리엄 카한
윌리엄 카한(William "Velvel" Morton Kahan, 1933년 6월 5일 ~ )은 " 수치 분석에 대한 근본적인 공헌 "으로 1989년 튜링상을 수상한 캐나다 수학자이자 컴퓨터 과학자이며, 1994년 ACM Fellow 로 선정되었다. 2005년 National Academy of Engineering 에 입학했다.
캐나다 유대인 가정에서 태어난 그는 토론토 대학교에서 1954년에 학사 학위를, 1956년에 석사 학위를, 1958년에 박사 학위를 받았다. 1958년, 수학의 모든 분야에서. Kahan은 현재 University of California, Berkeley의 수학 및 EECS(전기 공학 및 컴퓨터 과학) 명예 교수이다.

Kahan은 부동소수점 계산을 위한 IEEE 754-1985 표준(및 기수에 독립적인 후속 IEEE 854 )의 기본 설계자이다. 그는 원래 IEEE 754 사양을 만드는 데 중요한 역할을 했기 때문에 "부동소수점의 아버지"라고 불린다. Kahan은 현재 IEEE 754 표준으로 이어진 IEEE 754 개정판 에 대한 공헌을 계속했다.
1980년대에 그는 광범위한 잠재적인 부동 소수점 버그를 테스트하는 벤치마크인 "편집증" 프로그램을 개발했다. 계속해서 악명 높은 Pentium 부서 버그를 감지한다.  오늘날까지 계속해서 중요한 용도를 가지고 있다. 그는 또한 유한 정밀도 부동 소수점 숫자 시퀀스를 추가할 때 도입되는 오류를 최소화하기 위한 중요한 알고리즘인 Kahan 합산 알고리즘 을 개발했다. 그는 초월 함수를 미리 할당된 일부 자릿수로 올바르게 반올림하는 알 수 없는 비용에 대해 " 테이블 제작자의 딜레마 "라는 용어를 만들었다.
Davis-Kahan-Weinberger 팽창 정리는 Hilbert 공간 연산자 팽창 이론의 획기적인 결과 중 하나이며 다양한 영역에서 응용 프로그램을 발견했다.
그는 부동 소수점 문제에 대해 일반 컴퓨팅 사용자에게 더 나은 교육을 제공하는 것을 옹호하며 좋은 부동 소수점 계산을 손상시킬 수 있다고 생각하는 컴퓨터 및 프로그래밍 언어 설계의 결정을 비난한다.
HP( Hewlett-Packard )가 최초의 HP-35 포켓 공학용 계산기를 도입했을 때 일부 인수에 대한 초월 함수를 평가할 때 수치적 정확도가 최적이 아니었다. HP는 Kahan과 광범위하게 협력하여 알고리즘의 정확성을 향상시켰고, 이는 주요 개선으로 이어졌다. 이것은 당시 Hewlett-Packard Journal에 기록되었다. 그는 또한 HP Voyager 시리즈 의 알고리즘 설계에 크게 기여했으며 중급 및 고급 매뉴얼의 일부를 작성했다.

## 같이 보기
- 인텔 8087